# Ilkei Csaba
Ilkei Csaba (Székesfehérvár, 1939. június 14. –) magyar újságíró, televíziós személyiség, jogász, tudományos kutató, politikus, országgyűlési képviselő.

## Életpályája

### Iskolái
Általános és középiskolai tanulmányait Kaposváron végezte el. 1953–1957 között a Táncsics Mihály Gimnázium diákja volt. 1957–1960: az Eötvös Loránd Tudományegyetem Bölcsészettudományi Karának hallgatója.1960–1962: elvégezte a MÚOSZ Újságíró Iskolát. 1972–1977: az Eötvös Loránd Tudományegyetem Állam- és Jogtudományi Karának hallgatója.1983-ban  az amerikai Syracuse Egyetem Tömegkommunikációs Karán tanult; szakmai gyakorlaton vett részt a CBS, ABC, NBC televíziós társaságoknál és a clevelandi Magyar Rádió  és Televíziónál.

### Pályafutása
1960-ban a Sportriporter kerestetik verseny győztese volt,  a Népsport tudósítója. 1961-től a Hírlapkiadó Vállalat alkalmazásában a Hajó-Daru című üzemi lap munkatársa, miközben több szakszervezeti lapnak is dolgozott. 1965-ben újságíró az Esti Hírlapnál, 1965–1967 között a Népszabadság szerkesztőségében. 1968–1969: az OKISZ (Kisipari Szövetkezetek Országos Szövetsége) sajtófőnöke. 1969–1999 között a Magyar Televízió vezető beosztású munkatársa.1969: a parlamenti közvetítések szerkesztője a belpolitikai rovatban. 1970: "A TV jelenti" felelős szerkesztője. 1970–1983: A Hét alapító tagja, 1979–1983 között főszerkesztő-helyettese. Az első színes helyszíni közvetítés szerkesztője, 1970. IV. 4., díszszemle. 1984–1999: az Új Reflektor Magazin című érdekvédelmi riportműsor felelős szerkesztő-műsorvezetője. Riport- és dokumentumfilmek szerkesztője., egy újságíró-iskolában tanár. 2000-től kommunikációs tanácsadó, az Állami Számvevőszék elnöke Tanácsadó Testületének tagja: 2001és 2010 között. Közben 2001-től 2009-ig  a Budapest TV főmunkatársa. 2008 és 2020 között a "Leleplező" című folyóirat főmunkatársa. 2005-től napjainkig az Állambiztonsági Szolgálatok Történeti Levéltárának tudományos kutatója, 14 kötet szerzője.

### Politikai pályafutása
1988–1991 között az MDF tagja volt..1988-1989-ben a budapesti televíziós szervezet elnöke, a Demokrata Szem-Pont című lap felelős szerkesztője. 1989–1990: az MDF Országos Választmányának tagja.1990-1994 között országgyűlési képviselő (Somogy megye). 1990–1991: MDF; 1991–1994: független.1990–1991: a Nemzetbiztonsági Bizottság tagja. 1992 -től 1994 -ig a Környezetvédelmi Bizottság tagja, 1993–1994: a Dunai Vízlépcső-rendszer kérdéseivel foglalkozó ideiglenes bizottság tagja.. 1994-ben és 1998-ban független képviselőjelölt. A Független Jogász Fórum tagja,1989. Részt vett a civil érdekvédő mozgalmak tevékenységében, az Állampolgári Jogvédő Liga tiszteletbeli elnöke.1998–2006 között kistarcsai önkormányzati képviselő, bizottsági elnök, tanácsnok volt. 

## Családja
Szülei: Ilkei Zoltán és Rudvig Rózsa. 1979–1990 között Csurgay Judit férje volt. Három gyermeke van: Enikő (1963), Zoltán (1973) és Csilla (1974).

## Művei
- A személyiségi jogok védelme a televízióban. "Rádió és Televízió Szemle", 1977/2-3
- Nem hallgathatunk, avagy a Südi - jelenség (1985)
- Mohácsi csata a XX. században. Árvíz 1965
- Üzenet egykori iskolámba, avagy: kis történelmi lecke a fiúknak. "Somogy", 1987/3
- 75 évem (2014)[2]
- Besúgók, árulók, kalandorok (2016) OSZK - MEK[3]
- Az elmaradt állambiztonsági rendszerváltás (2016) OSZK - MEK[4]
- A hálózat jelenti (2016) OSZK - MEK[5]
- Szabadkőművesek, papok, bankárok, titkos szervezetek (2016) OSZK- MEK[6]
- Internálótáborok - Kistarcsától Recskig (2016) OSZK  - MEK[7]
- Televíziósok, rádiósok és az állambiztonság (2016) OSZK - MEK[8]
- Újságírók, szerkesztők, sajtómunkások és az állambiztonság [1. kötet] (2016) OSZK - MEK[9]
- Újságírók, szerkesztők, sajtómunkások és az állambiztonság [2. kötet] (2018) OSZK - MEK[10]
- Újságírók, szerkesztők, sajtómunkások és az állambiztonság [3. kötet] (2020) OSZK - MEK[11]
- Történelmünk és az állambiztonság (2016) OSZK - MEK[12]
- Több mint 60 év dokumentumokban (2017) OSZK - MEK[13]
- Ügynökök az országgyűlésben (2018) OSZK - MEK[14]
- Bűnbánat nélkül nincs megtisztulás, Kisegyházak és az állambiztonság (2020) OSZK - MEK[15]
- "Ordasok közt éltem..." (2022) OSZK - MEK[16]
- Tv-és videó csatorna[17]

## Díjai
- A Minisztertanács „Kiváló Munkáért” kitüntetése (1982)
- A Munka Érdemrend bronz fokozata (1965)
- Az MTV Elnökségének tíz nívódíja (1969-1999)
- Az MTV „Kiváló Dolgozó”-ja (1976)
- A Magyar Rádió elnökének nívódíja (1978)
- Civil Parlament Civil Diplomája (1998)